# Puente de Caiyuanba
El puente de Caiyuanba (en chino tradicional, 菜園壩長江大橋; en chino simplificado, 菜园坝长江大桥; pinyin, Càiyuánbà chángjiāng dàqiáo) es un puente en arco de acero que cruza el río Yangtze en la principal zona urbana de Chongqing, China. Conecta los distritos de  Yuzhong y de Nanana.
Abierto al tráfico el 29 de octubre de 2007, el arco tiene un vano de 420 m, haciendo del puente el quinto más grande de su tipo en China, compartido con el puente de Wanxian pero este en hormigón.

## Descripción
La obra completa, de 4 km de largo, consta de un puente principal, de dos viaductos de acceso (norte y sur), de los intercambiadores de Caiyuanba y de Sujiaba, del túnel de Nancheng, etc. El puente principal es una estructura compuesta formada por una viga en celosía de acero, por un puente en viga cajón de acero y por un puente de arco atirantado.
El puente en arco tiene un vano principal, medido entre soportes, de 420 metros. 

### Tablero
El tablero o plataforma tiene dos niveles: el nivel superior soporta seis carriles de autopista y dos carriles peatonales; el inferior tiene dos ferrocarriles monorraíl.
El ancho total de la plataforma es de 30.5 m.

### Tirantes
Como en cualquier puente de arco atirantado, los esfuerzos horizontales en el nivel de los apoyos deben ser soportados en los tirantes. Estos consisten en ovillos de siete hilos retorcidos de alta resistencia, enfundados individualmente.
Cada tirante está dividido en tres secciones: la sección central, anclada en las patas interiores de los marcos de hormigón sobre los que se apoya el arco y dos secciones laterales que conectan las patas interior y exterior de esos marcos. Cada tirante puede tensarse o reemplazarse individualmente sin interrumpir la circulación.
Las suspensiones y los tirantes están diseñados según las normas similares a las de los cables de los puentes atirantados y deben proporcionar el mismo nivel de seguridad y durabilidad.

## Construcción
La estructura fue ensamblada con la ayuda de una grúa de cable.

## Galería de imágenes

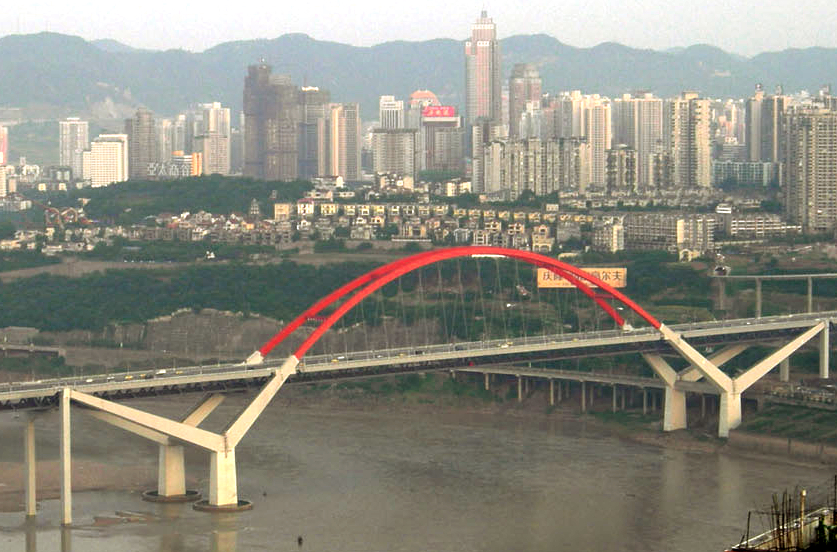
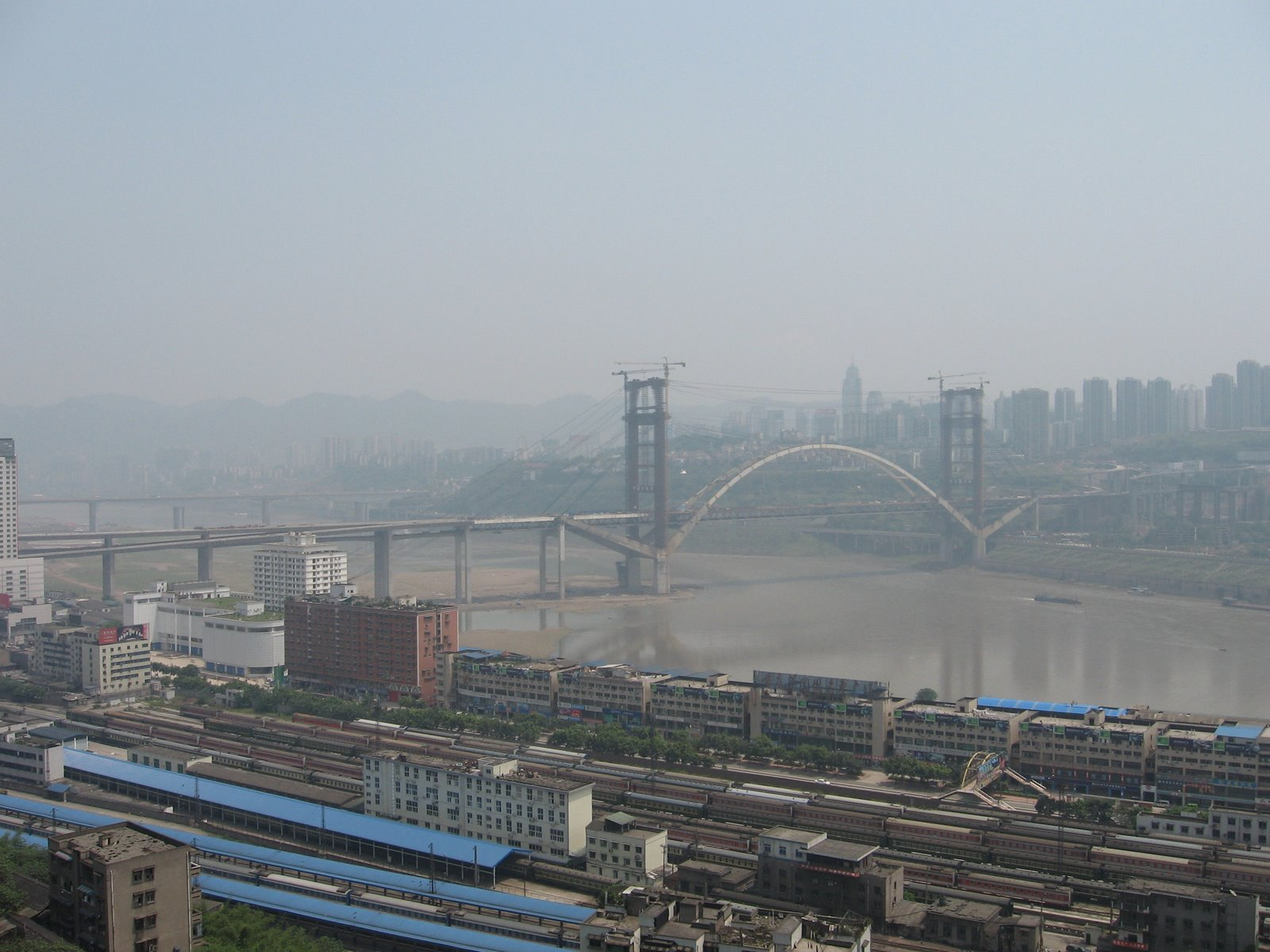
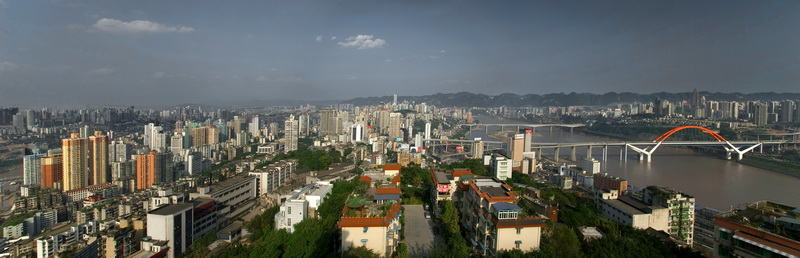
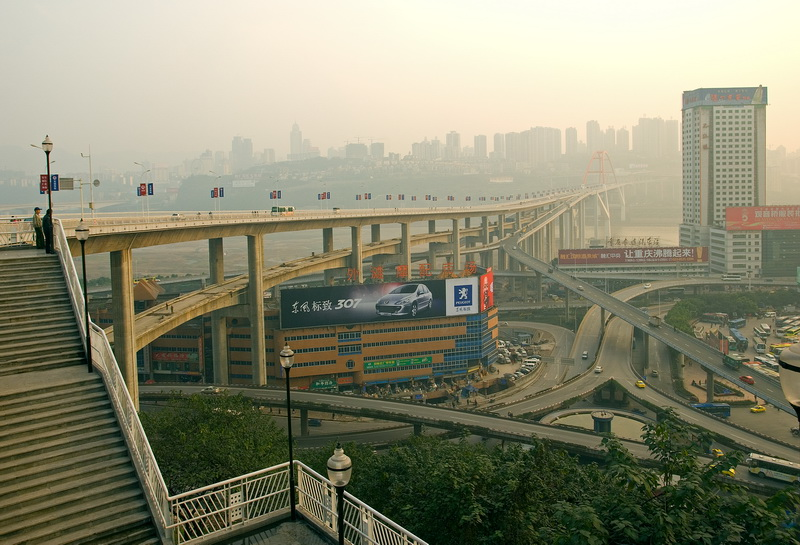